# Halles-sous-les-Côtes
Halles-sous-les-Côtes é uma comuna francesa na região administrativa de Grande Leste, no departamento de Meuse. Estende-se por uma área de 5,51 km². Em 2010 a comuna tinha 154 habitantes (densidade: 27,9 hab./km²).